# Nicky Weaver
Nicholas James "Nicky" Weaver (Sheffield, 1979. március 2. –) angol labdarúgókapus, 10-szeres utánpótlás válogatott..

## Fordítás
Ez a szócikk részben vagy egészben  a   Nicky Weaver című angol Wikipédia-szócikk fordításán alapul.  Az eredeti cikk szerkesztőit annak laptörténete sorolja fel. Ez a jelzés csupán a megfogalmazás eredetét és a szerzői jogokat jelzi, nem szolgál a cikkben szereplő információk forrásmegjelöléseként.